# Westley Gough
Westley Gough (nascido em 4 de maio de 1988) é um ciclista profissional neozelandês, que atualmente corre para a equipe Team Budget Forklifts. Conquistou duas medalhas de bronze olímpica, em 2008 e 2012.